# Sestřelení letounu RAF u Němčiček
Sestřelení bombardéru Vickers Wellington B Mk.X 21. července 1944 byla událost, ke které došlo na území Protektorátu Čechy a Morava, když se letoun vracel z Pardubic, kde měl za cíl bombardovat rafinérii pro výrobu minerálních olejů David Fanto. Při cestě zpět se letoun pokoušel nouzově přistát od Českomoravské vrchoviny, přes Krumlovsko, až přes Jevišovicko[ujasnit]. Při návratu na základnu zasáhla stroj palba nočních stíhačů Wermachtu a v 00:15 u obce Němčičky se letoun zřítil do pole, kde poté vytvořil velký kráter. Z pětičlenné posádky nepřežil nikdo.
Členové posádky patřili k 150. peruti Královského letectva.
Prostor uzavřely četnické hlídky až do příjezdu odklízecí čety z brněnského letiště. Němečtí vojáci odvezli tři rakve s ostatky letců do Znojma, kde je nechali dne 26. 7. 1944 pohřbít.

## Členové posádky
- F/Sgt. F. E. Palmer – pilot (22 let)
- F/O K. B. Lyon – navigátor (27 let)
- Sgt. T. Nellan – radioperátor (21 let)
- Sgt. D. R. Jones – bombometčík (22 let)
- Sgt. E. L. Owen – střelec (20 let)

Pouze tři členové posádky: F/Sgt. Palmer, Sgt. Jones a Sgt. Owen. jsou pohřbeni na vojenském hřbitově v Praze na Olšanech. Další dvě těla se nikdy nenašla, tudíž jsou stále hledáni jako pohřešování.

### 80. výročí sestřelení letounu - vzpomínková akce 20. 7. 2024

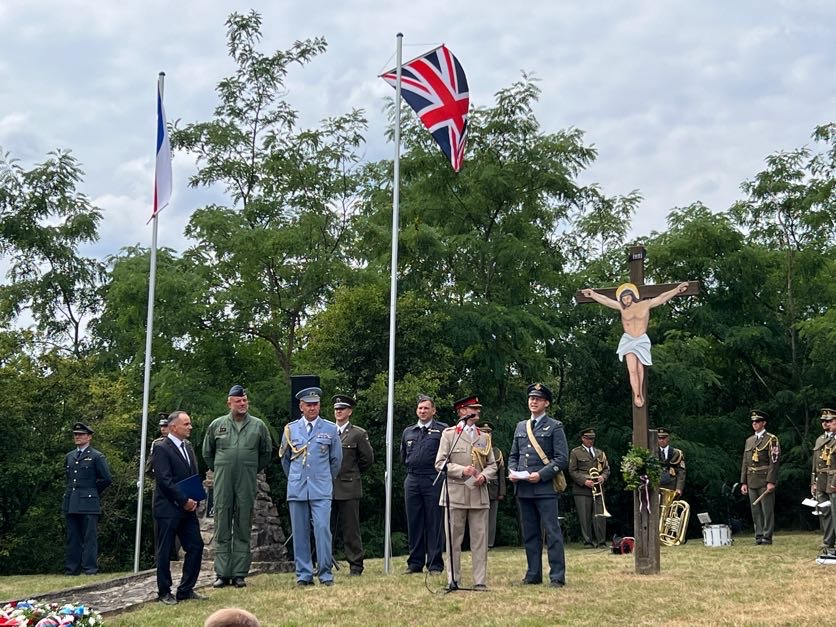
Pietní akt k 80. výročí sestřelení letounu RAF

20. 7. 2024 se uskutečnil vzpomínkový a pietní akt k 80. výročí sestřelení letounu. Zúčastnili se starosta obce Němčičky Jaroslav Fousek, Chargé d'affaires Velké Británie v ČR Jonathan Colonel Kiston, mjr. Ivo Pacovský, dále pak Klub vojenské historie 267 a další vojenské spolky.

### Letecká naučná stezka
Na poctu britských padlých vojáků RAF, zde nechali ku příležitosti 70.výročí sestřelení letounu vybudovat leteckou naučnou stezku jménem 1939-1945 Němčičky. Stezka je cca 2 km dlouhá, a má 7 zastavení.